# Less than Hero (episodio de Brandy & Mr Whiskers)
Less than Hero llamado Menos que héroe en España y Menos que un héroe en Hispanoamérica es un episodio de la serie Brandy & Mr Whiskers

## Sinopsis
Whiskers descubre que no tiene un propósito en la vida y que arruina todo e irrita a la gente de manera divertidísima y cuando un cómic le cae encima descubre una idea, se vuelve un superhéroe llamado el Capitán Fruty pero luego todos lo odian porque en vez de proteger gente estropea su vida y se convierte en un villano llamado "Dr. Fruty". Pero luego descubre que arruinar todo e irritar a la gente de manera divertidísima es quien es y vuelve a ser el de antes.